# Leucanopsis subnebulosa
Leucanopsis subnebulosa är en fjärilsart som beskrevs av Embrik Strand 1919. Leucanopsis subnebulosa ingår i släktet Leucanopsis och familjen björnspinnare. Inga underarter finns listade i Catalogue of Life.